# Enbise Sar Midir
Enbise Sar Midir är ett distrikt i Etiopien. Det ligger i den centrala delen av landet, 230 km norr om huvudstaden Addis Abeba.